# Єгипет на літніх Олімпійських іграх 2004
Єгипет брав участь у Літніх Олімпійських іграх 2004 року в Афінах (Греція) у двадцяте за свою історію, і завоював одну золоту, одну срібну і три бронзові медалі.

## Золото
- Греко-римська боротьба, чоловіки — Карам Габер.

## Срібло
- Бокс, чоловіки — Мухаммед Алі.

## Бронза
- Бокс, чоловіки — Ахмед Ісмаїл.
- Бокс, чоловіки — Мухаммед Ель-Саєд.
- Тхеквондо, чоловіки — Тамер Баюмі.